# Церковь Сретения Господня (Ростов-на-Дону)
Храм Сретения Господня (Сретенский храм) —  православный храм в Ростове-на-Дону, в бывшей станице Александровской. Относится к Александровскому благочинию Ростовской-на-Дону епархии Русской православной церкви.

## История
В 1777 году около города Ростова-на-Дону была основана станица Александровка, через некоторое время в неё переселились казаки из крепости Дмитрия Ростовского. В крепости они молились в полковой церкви во имя Архистратига Михаила.

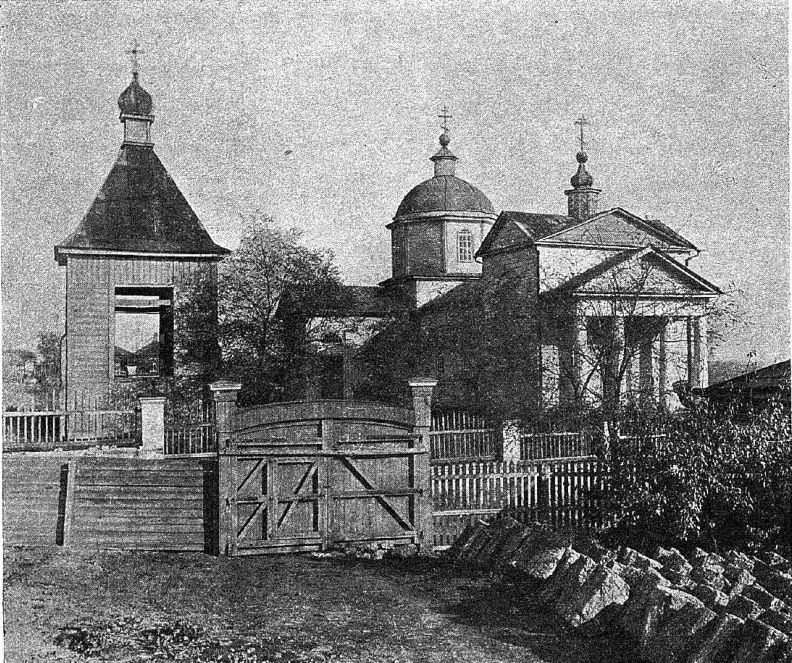
Старый Сретенский храм, ок. 1900

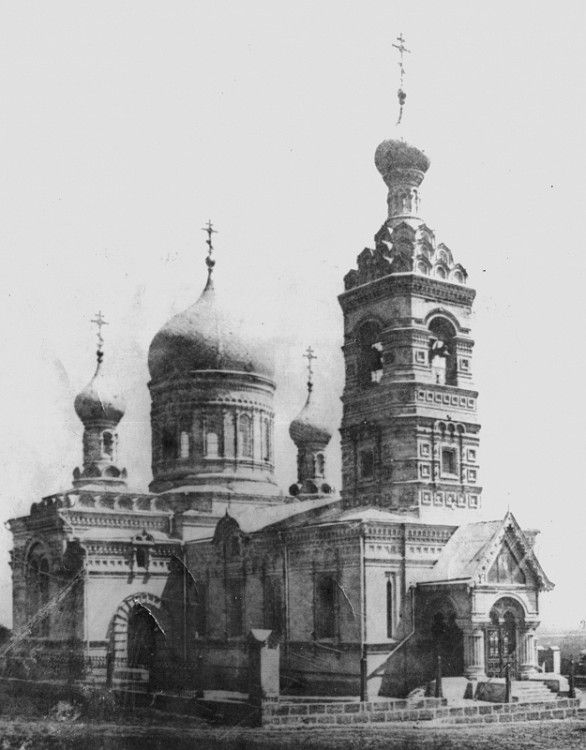
Новый Сретенский храм, ок. 1910

После переселения в 1778 году, церковь Архистратига Михаила также решили перенести в станицу Александровскую. В 1800 году к храму была пристроена каменная колокольня, заменившая старую деревянную. Сама обветшавшая церковь была перестроена. Её поставили на каменный фундамент. 29 сентября 1800 года церковь освятили.
В 1896 году старую церковь снесли и построили каменное здание храма. К настоящему времени эта церковь не сохранилась.
В станице Александровской, кроме церкви Архистратига Михаила существовала деревянная церковь во имя Сретения Господня.
В начале XX века церковь в честь Сретения Господня обветшала, решено было собирать деньги для возведения новой церкви. В 1905 году прихожане подали прошение о разрешении строительства нового храма проекту архитектора Григория Николаевича Васильева. Церковь начали строить в 1907 году.
Новый храм построили в 1911 году, в этом же году его освятили. Архитектура построенного храма следует традиционной для донского края схеме: над главным западным входом храма возвышается колокольня, трапезная размещается между колокольней и основным четвериком. По бокам храма пристроены боковые приделы, имеющие главки на барабанах.
Сретенский храм был закрыт советскими властями в 1930-е годы, в его помещениях устроили склад, колокольню разрушили. С 1943 года в храме возобновились богослужения.
В настоящее время это действующий храм. Купол его окрашен синей краской, над ним возвышаются позолоченные православные кресты. Боковые главки также позолочены.
При храме работает воскресная школа, молодёжный отдел. Настоятелем храма Сретения Господня является иерей Осяк Алексей Иванович.